# SS-Standarte Kurt Eggers
SS-Standarte Kurt Eggers bildades i januari 1940 som SS-Kriegsberichter-Kompanie och var ett propagandakompani inom Waffen-SS. I december 1943 uppkallades enheten efter SS-Obersturmführer Kurt Eggers, som hade stupat i närheten av Belgorod på östfronten.
Befälhavare var SS-Standartenführer Gunter d'Alquen.
Fem svenskar stred med enheten: Gösta Borg, Sten Eriksson, Hans-Caspar Kreuger samt Carl Svensson (1915–1999) och Thorkel Tillmann (1917–1944).